# أبو الهول المتباعد
أبو الهول المتباعد (الاسم العلمي: Sphinx separatus) هو نوع من الحشرات يتبع جنس أبو الهول من فصيلة عثث أبو الهول.